# 420年
| 千纪： | 1千纪 |
| 世纪： | 4世纪 \| 5世纪 \| 6世纪 |
| 年代： | 390年代 \| 400年代 \| 410年代 \| 420年代 \| 430年代 \| 440年代 \| 450年代                                                                  |
| 年份： | 415年 \| 416年 \| 417年 \| 418年 \| 419年 \| 420年 \| 421年 \| 422年 \| 423年 \| 424年 \| 425年                                            |
| 纪年： | 庚申年（猴年）；东晋元熙二年；北魏泰常五年；北凉玄始九年；西涼嘉兴四年，永建元年；北燕太平十二年；夏真興二年；西秦建弘元年；南朝宋永初元年 |

## 大事记
- 中国
  - 7月10日－刘裕篡东晋，建立南朝宋，南北朝南朝开始。
  - 西涼公李歆與北涼交戰被殺，其弟敦煌太守李恂在敦煌嗣位，鄯善王比龍及西域三十六国到姑臧向北涼稱臣納貢。

## 逝世
- 李歆，十六國西涼公。